# Voss zu Enniger

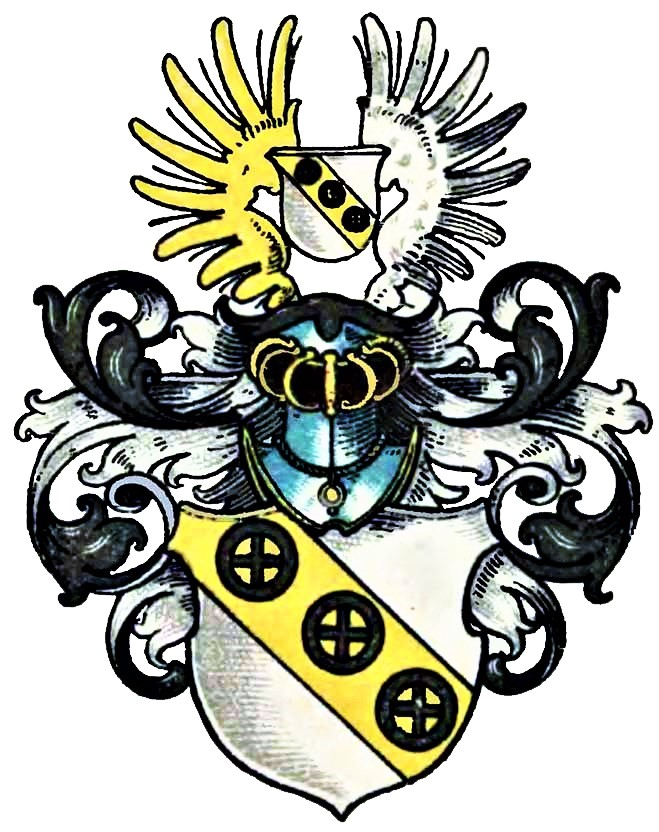
Wappen derer von Voss zu Enniger im Wappenbuch des Westfälischen Adels

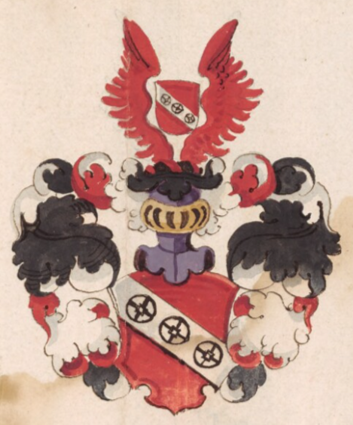
Wappen der Voss in einer Adelsprobe (2. Hälfte 17. Jahrhundert)

Voss zu Enniger (auch Voß) ist der Name eines westfälischen Adelsgeschlechts.
Die Familie ist von anderen gleichnamigen, aber wappenverschiedenen und nicht-verwandten Adelsgeschlechtern mit Namen Voss zu unterscheiden.

## Geschichte
Das hier behandelte Geschlecht erscheint zuerst unter den Burgmännern zu Telgte. Die Familie kommt ferner bei der fürstlich jülichschen Hochzeit 1585 im Stammbaum des Adelsgeschlechts Loë vor, in dem um 1490 eine Tochter von Voss an einen von Brüggeney genannt Hasenkamp verheiratet war.
Im Münsterland besaß die Familie u. a. Beckholte im Kirchspiel Bösensell (urkundl. 1370), Offen im Kirchspiel Albachten (1370), Sendenhorst (1520) und Enniger (1575–1720).
In Freren findet sich das Landgut Hange, an dessen Nordseite vom Eingang ein Grabstein mit dem Wappen derer von Voss zu Enniger und von Dorgelo mit der Randschrift „ANNO 1658 DE MEI 29 IST DER HOCHEDELL GEBHORNER JOHANN ANDREAS VOSS SHONN VOM HEREN SELICH IM HEREN ENTSCHLAFFEN SEINES ALTERS 13 (?) JHAR DER SEEL GOTT BEGNADE“ eingemetzelt ist.
Das Geschlecht starb mit dem Tod von Georg Friedrich von Voß zu Beesten im Jahr 1750 im Mannesstamm aus.

## Persönlichkeiten
- Caspar Andreas von Voss († 1664), Kanoniker in Hildesheim und Münster[3]

## Wappen
Blasonierung: In Silber ein goldener rechtsschräger Balken mit drei schwarzen vierspeichigen Rädern belegt. Auf dem Helm ein offener, rechts goldener, links silberner Flug, dazwischen der Schild. Die Helmdecken sind schwarz-silbern.
Anton Fahne und Leopold von Ledebur beschreiben den Schild mit abweichender Tingierung: In Gold ein silberner Schrägbalken, der mit drei roten Rädern beladen ist.
In der Kirche St. Vitus in Löningen findet sich eine barocke Kanzel, welche die Stifterwappen derer von Dorgelo und derer von Voss zu Enniger zeigt. Hier sind der Schild rot, der Balken silbern und die Räder golden dargestellt. Analog findet sich das so tingierte Wappen in Adelsproben.

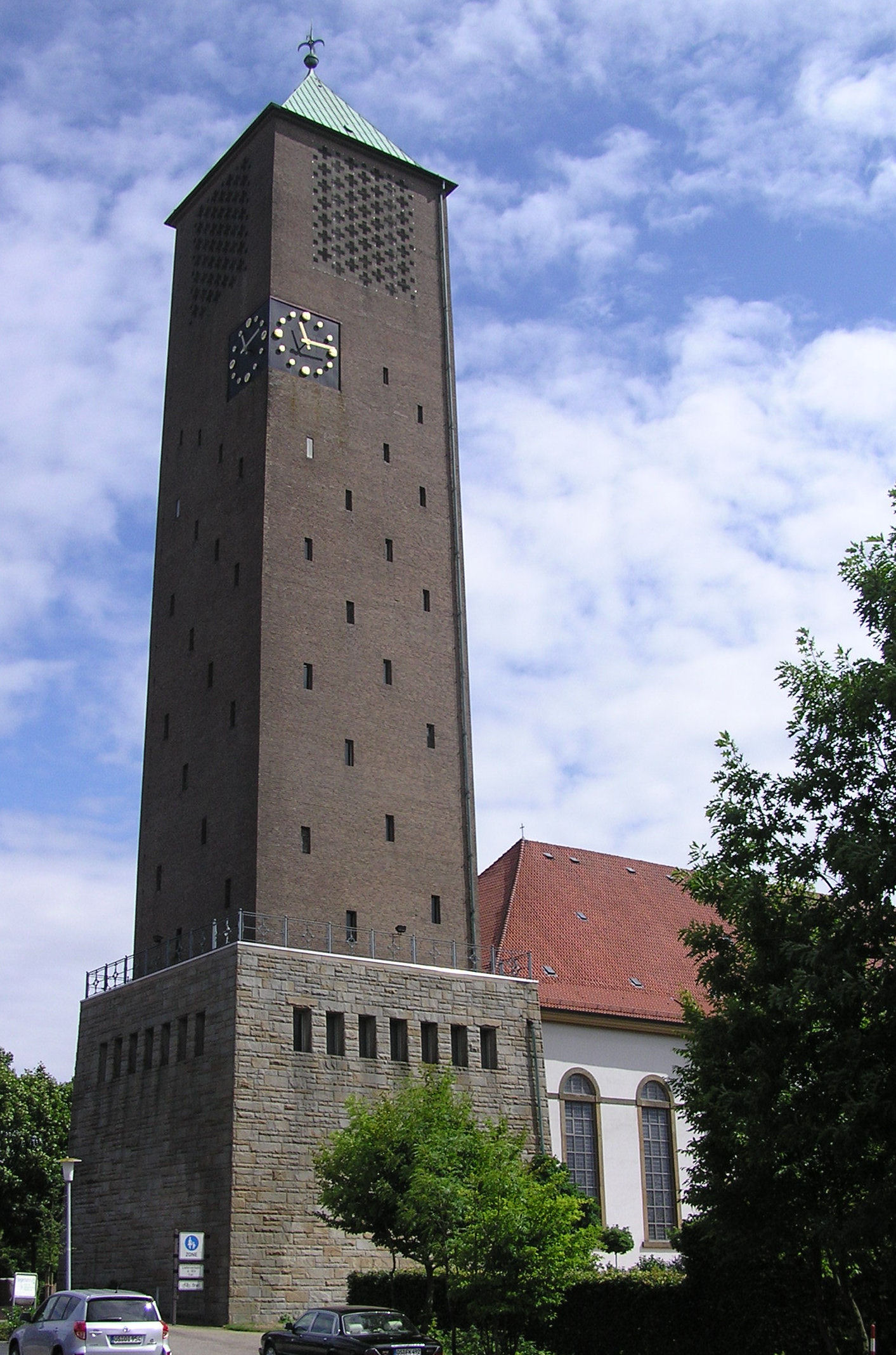
St. Vitus in Löningen
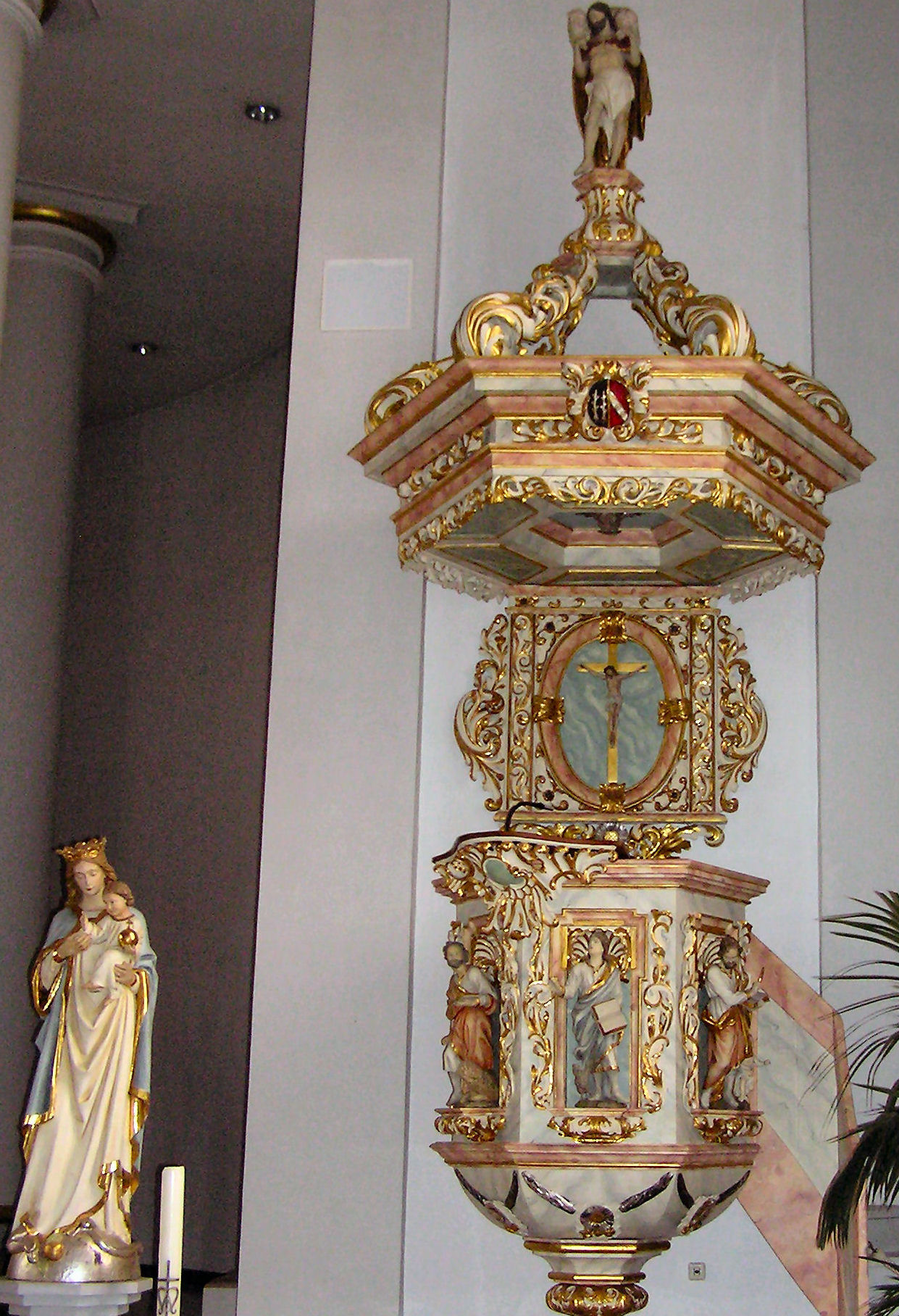
Kanzel in St. Vitus in Löningen